# James Burgess
James Burgess (14 août 1832 – 3 octobre 1916), est le fondateur de The Indian Antiquary en 1872 et un archéologue important de l'Inde au XIXe siècle.

## Biographie

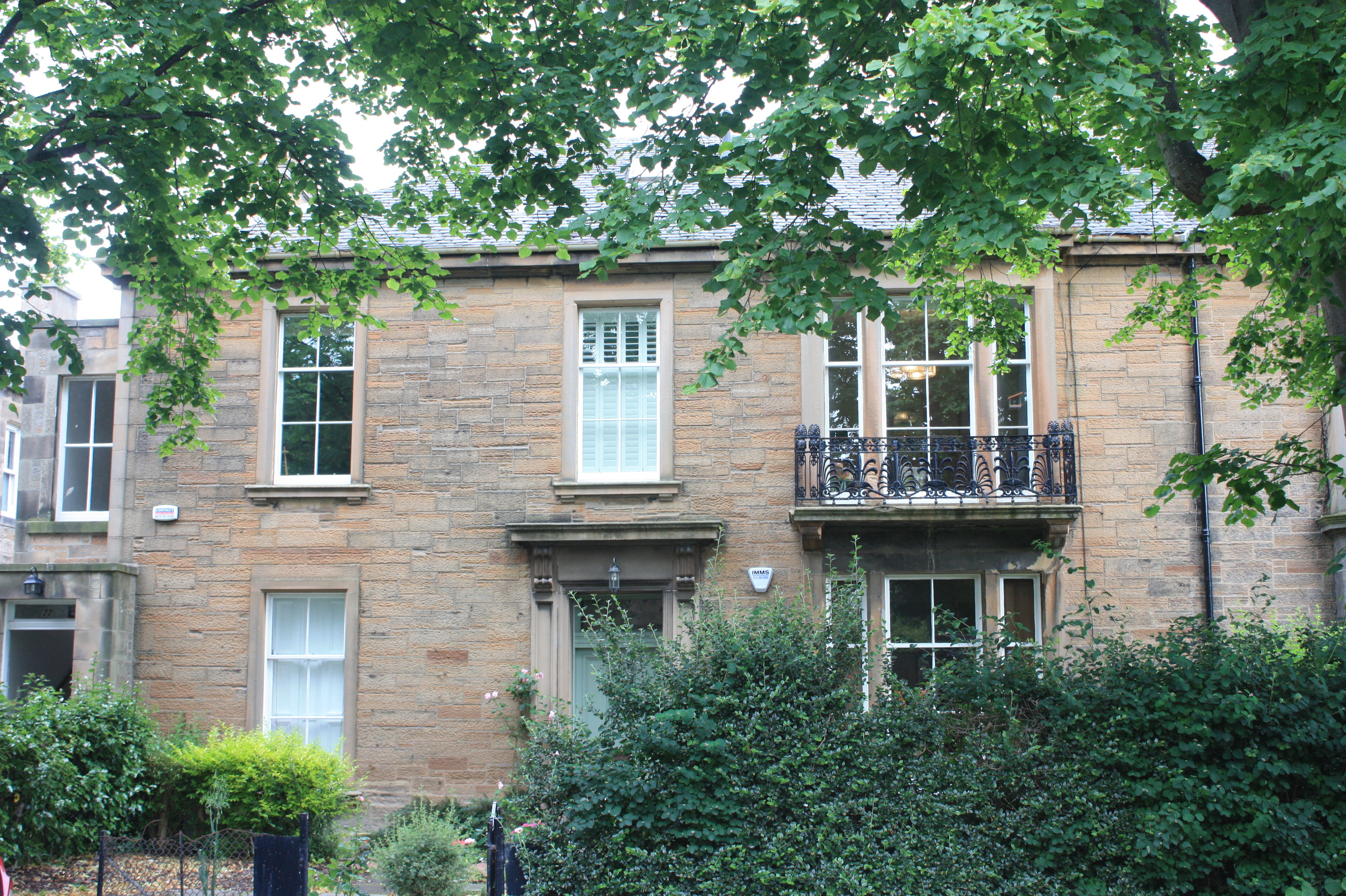
22 Seton Place, Édimbourg

Burgess est né le 14 août 1832 à Kirkmahoe, Dumfriesshire. Il fait ses études à Dumfries, puis à l'Université de Glasgow et à l'Université d'Édimbourg.
Il enseigne à Calcutta en 1856 et à Bombay en 1861 et est secrétaire de la Bombay Geographical Society de 1868 à 1873. Il est chef de l'enquête archéologique de l'Inde occidentale, 1873, et de l'Inde du Sud, 1881. De 1886 à 1889, il est directeur général de l'Archaeological Survey of India.
En 1881, l'Université d'Édimbourg lui décerne un doctorat honorifique en lettres (LLD).
Il se retire à Édimbourg vers 1892. Il est élu membre de la Royal Society of Edinburgh en 1894. Il remporte la médaille Keith en 1897-1899 et en est vice-président de 1908 à 1914. Il décède le 3 octobre 1916, au 22 Seton Place à Édimbourg.

## Publications
- The Temples of Shatrunjaya. 1869.
- The Rock Temples of Elephanta. 1871.
- Temples of Somanath, Gunagadh and Girnar. 1870.
- Scenery and Architecture in Guzarat and Rajputana. 1873.
- Notes on Ajanta paintings. 1879.
- The Cave Temples of India. 1880. (Avec James Fergusson)
- Archaeological Survey of Western India 9 vol. , 1874-1905.
- Buddhist Stupas of Amaravati, etc. 1887.
- Antiquities of Dabhoi. 1888.
- The Sharqi Architecture of Jaiinpur. 1889. (Éditeur)
- Archaeological Research in India. 1890.
- Épigraphie Indica. 1889-1894. (2 vol.)
- On Hindu Astronomy. 1893.
- Constable's Hand-Gazetteer of India. 1898.
- Hypsometry by Boiling-point. 1858 et 1863.
- Transliteration of Indian Place-names. 1868, 1894-1895.
- On the Error-function Definite Integral.. 1898. (récompensé par la médaille Keith)
- The Gandhara Sculptures. 1899 et 1900.
- Buddhist Art in India. 1901 (traduction améliorée)
- The Indian Sect of the Jainas. 1903. (traduit et édité)
- Fergusson's Indian and Eastern Architecture 1919. (édition augmentée)